# Die Siedler von Catan – Kampf um Rom
Kampf um Rom ist ein Spiel aus der Catan-Reihe von Klaus Teuber für 3 bis 4 Spieler. Die Illustration stammt von Tanja Donner. Das Spiel erschien 2006 bei Kosmos.
Im Spiel stellen die Spieler Stammesführer ostgermanischer Stämme dar, die von aus den Steppen Asiens eingedrungenen Hunnen verdrängt werden und im Zuge der Völkerwanderung West- und Südwesteuropa erobern und somit letztlich zum Untergang des römischen Reiches beitragen. Im Gegensatz zu Die Siedler von Catan wird es auf einem festen Spielplan gespielt und von den "traditionellen" catanischen Rohstoffen sind hier nur Erz und Getreide anzutreffen, hinzugekommen sind Pferde und Rinder.
Die Spieler haben die Möglichkeit, mit einem Krieger- und Reiterstamm auf Wanderschaft zu gehen und auf dem Weg liegende römische Städte zu plündern oder in ihrem Stammesgebiet zu verbleiben und dort unbehelligt von der römischen Legion, die bei einer 7 ins Spiel kommt, zunächst Ressourcen anzuhäufen. Wer zuerst loszieht, hat die Möglichkeit, die leichter befestigten Städte zu plündern, muss dafür aber in Kauf nehmen, dass er es immer wieder mit der römischen Legion zu tun bekommt und auch bei den Plünderungen an Stärke verliert. Wer allerdings viele Städte in allen römischen Provinzen plündert, kann damit zur „Plage Roms“ werden und damit 2 Siegpunkte erlangen. Und wem es nach Plünderung von 3 Städten gelingt, mit jedem Stamm 4 Städte zu erobern tritt das „Erbe Roms“ an, was auch 2 Siegpunkte wert ist. Da heißt es dann für die Spieler, die zunächst ihre Stämme verstärken und Ressourcen für die Wanderung anlegen, den richtigen Zeitpunkt zu erwischen, um das Stammesgebiet zu verlassen. Gewonnen hat der Spieler, der zuerst 10 Siegpunkte erreicht, wobei jede eroberte Stadt 1 Siegpunkt zählt und weitere Siegpunkte über Entwicklungskarten erreicht werden können.

## Inhalt
Das Spiel ist ohne Material aus den anderen Catan-Spielen spielbar.
- 1 Spielplan
- 4 Figurensätze, bestehend aus je 10 Trosswagen, 8 Kriegern und 8 Reitern[1]
- 1 Spielfigur Römischer Legionär
- 40 Plünderungsplättchen in 5 Farben
- 35 Münzen (20 zum Wert von 1, 15 zum Wert von 5)
- 2 Würfel
- 4 Markierungsplättchen
- 90 Karten:
  - 48 Rohstoffkarten:
    - 14× Erz
    - 14× Getreide
    - 10× Pferde
    - 10× Rinder

  - 30 Entwicklungskarten:
    - 14× Diplomat
    - 5× Großer Stammesführer
    - 3× Kultureller Fortschritt = 1 Siegpunkt
      - je 1× Schatz der Burgunder, Goten, Nibelungen und Wandalen

    - 4× Verräter

  - 12 Sondersiegpunktkarten:
    - 7× Plage Roms
    - 4× Erbe Roms
    - 1× Diplomatie
- 4 Zugübersichtskarten
- Spielregel (6 Seiten in DIN-A4-Breite)

## Spielprinzip
Geht es den Spielern bei der CATAN – Städte & Ritter-Erweiterung und der CATAN – Händler & Barbaren-Erweiterung auch darum, Barbaren zu bekämpfen, so schlüpfen die Spieler in diesem Spiel in die Rolle von Barbaren – so sahen es zumindest während der Völkerwanderung die Römer. Ausgehend von Gebieten nordöstlich des Limes machen sie sich auf den Weg, das weströmische Reich zu erobern. Jeder Spieler startet mit einem Krieger- und Reiterstamm. Diese stehen auf den Kreuzungen zwischen den bekannten catanischen Hex-Feldern. Allerdings sind die europäischen Wälder noch Urwälder und bringen daher keine Erträge. Auf gerodeten Flächen wird aber bereits Getreide angebaut und Viehwirtschaft betrieben. Auch der Erzabbau ist schon bekannt.
Der Zug eines Spielers besteht aus vier Phasen:
- 1. Würfeln: Hier würfelt aber der Startspieler nicht nur einmal, sondern mindestens viermal, denn er muss mindestens vier verschiedene Zahlen würfeln. Für jede Zahl erhält jeder Spieler, der einen Stamm an einer entsprechenden Landschaft stehen hat, einen Rohstoff, wobei Pferde und Rinder von einem gemeinsamen Stapel gezogen werden. Sollte unter den gewürfelten Zahlen eine „7“ sein, versetzt der Spieler den römischen Legionär. Allerdings traut sich dieser nicht über den Limes und daher sind Spieler in ihren Stammesgebieten sicher vor den Römern.
- 2. Handeln und Bauen: Wie bei den Catanspielen üblich kann der aktive Spieler mit den Mitspielern handeln und natürlich auch mit der Bank zu einem Kurs von 3:1. Das „Bauen“ bei diesem Spiel ist aber eher eine Art Stammaufwertung. Denn jeder Spieler startet mit je einem Krieger und Trosswagen sowie einem Reiter und Trosswagen auf dem entsprechenden Stammesfeld am Spielfeldrand, mit denen die Stärke seiner beiden Stämme bestimmt wird. In seiner Bauphase kann er nun seine Stämme verstärken, indem er dort weitere Trosswagen für 1 Pferd, 1 Rind und ein Getreide oder Krieger und Reiter für 1 Pferd und 1 Erz aufstellt. Dies ist notwendig, um römische Städte plündern zu können. Zudem kann der Spieler für 1 Rind und 1 Gold eine Entwicklungskarte kaufen. Anschließend dürfen auch die Mitspieler handeln und bauen.
- 3. Aktionen des Reiterstamms: Hier hat der Spieler drei Alternativen:
  - Wandern und evtl. Plündern oder Städte erobern: Der Spieler zieht seinen Stamm von seiner Kreuzung entlang der Hexfeldkanten zu einer beliebigen anderen Kreuzung. Befindet sich auf dem Weg dorthin auf den Kanten mehr als 1 Pfeil, so kostet ihn dies pro mehr vorhandenem Pfeil entweder 1 Getreide oder 3 Gold bzw. 1 Gold, wenn er Schiffe nutzt. Landet er danach auf einer Kreuzung neben einer römischen Stadt, die noch nicht geplündert wurde, und ist sein Stamm mindestens genauso stark wie die Verteidigungskräfte der Stadt, kann er diese plündern. Er nimmt sich dann das auf dem Stadtfeld liegende Plünderungsplättchen, das auf der Unterseite anzeigt, was er gewinnt. Dies können Entwicklungs- oder Weidekarten oder zwei Gold sein. Zudem erhält er immer pro Trosswagen auf dem Stammesfeld 1 Gold. Es kann aber zudem auch zu Verlusten an Kriegern oder Reitern kommen, die dann vom Stammesfeld entfernt werden. Das Plünderungsplättchen legt er dann auf das entsprechende Feld seines Stammesfelds. Hat er mindestens 3 verschiedenfarbige Plünderungsplättchen und steht mit einem Stamm neben einer römischen Stadt, dann kann er diese auch erobern, wenn sein Stamm mindestens so stark ist wie die Verteidiger. Er stellt dann die Figur, mit der er zur Stadt gezogen ist sowie einen Trosswagen von seinem Stammesfeld auf die eroberte Stadt. Liegt dort noch ein Plünderungsplättchen, kommt dieses aus dem Spiel, ohne dass es dafür eine Belohnung gibt.
  - Vergrößerung des Reichs: Ein Stamm, dessen Figur auf einer eroberten Stadt steht, ist sesshaft geworden und kann nicht mehr wandern. Er kann aber von dort aus weitere Städte erobern und so sein Reich vergrößern.  Neu zu erobernde Städte dürfen aber maximal einen Land- oder Seepfeil von einer bereits eroberten Stadt entfernt sein. Bei jeder Eroberung wird ein Reiter und ein Trosswagen vom Stammesfeld genommen und auf die Stadt gestellt. Bereits von Mitspielern eroberte Städte können aber nicht erobert werden.
  - Ausruhen: Macht ein Spieler weder eine Wanderung noch eine weitere Eroberung, erhält er eine beliebige Rohstoffkarte oder 2 Gold. Gold kann außer für Wanderungen auch als Rohstoffjoker beim Bauen genutzt werden, denn 3 Gold ersetzen einmal pro Zug einen fehlenden Rohstoff.

Danach sind die Mitspieler mit ihren Reiteraktionan am Zug
- 4. Aktionen des Kriegerstamms: Alles was zuvor mit den Reitern möglich war, steht nun auch den Kriegern offen. Und wie zuvor auch anschließend den Mitspielern.

Dann wechseln die Würfel zum nächsten Spieler, der nun Startspieler ist.
Sollte ein Spieler in einer der vier Phasen auf 10 oder mehr Siegpunkte kommen, sollte er dies melden. Die Runde wird aber noch zu Ende gespielt. Sollte es danach mehr als einen Spieler mit gleich vielen Punkten geben, gewinnt der Spieler mit dem meisten Gold.
Siegpunkt sind auf folgende Weise zu bekommen:
- Jede eroberte römische Stadt zählt 1 Siegpunkt
- Wer mindestens 3 und die meisten Diplomatiekarten eingesetzt hat, erhält die Karte „Diplomatie“, die 2 Siegpunkte zählt
- Wer mit einem Stamm fünf verschiedenfarbige Plünderungsplättchen besitzt, erhält eine Karte „Plage Roms“, die 2 Siegpunkte zählt
- Wer mit jedem seiner Stämme mindestens 4 römische Städte erobert hat, erhält eine Karte „Plage Roms“, die 2 Siegpunkte zählt. Mit den 8 eroberten Städten sind es also zusammen 10 Siegpunkte.

## Variante
Kurz nach dem Erscheinen veröffentlichte Klaus Teuber auf seiner Homepage die Variante „Schrecken der Legion“, bei der die Städte mit dem Legionsadler-Symbol eine besondere Bedeutung bekommen. Wer 3 Städte mit diesem Symbol erobert, die aber besonders wehrhaft sind, erhält die Siegpunktkarte. Das Spiel endet aber erst, wenn ein Spieler mindestens 11 Siegpunkte hat.

## Auszeichnungen
- Nominierungsliste zum finnischen Spiel des Jahres 2007 im Segment "Erwachsenenspiele"

## Übersetzungen
- Englisch: Struggle for Rome (bei Mayfair Games)
- Finnisch: Taistelu Roomasta (bei Marektoy)
- Französisch: La Conquête de Rome (bei Filosofia Games)
- Italienisch: Battaglia per Roma (bei GiochiUniti)
- Niederländisch: De Val van Rome (bei 999 Games)
- Russisch: Битва за Рим. Поселенцы

## Spielkritiken
- Spielbox Ausgabe 6/06: "Eroberungszug der unspektakulären Art"